# Smreczyński Wierch
Smreczyński Wierch (słow. Smrečiny, Smrečinský vrch) – szczyt górski o dwu wierzchołkach (wschodni 2070 m i zachodni 2067 m), znajdujący się w grani głównej Tatr Zachodnich, na granicy polsko-słowackiej. Wierzchołki są rozdzielone siodłem położonym na wysokości 2051 m.

## Topografia
Od położonej na wschód Tomanowej Kopy oddzielony jest Smreczyńską Przełęczą (1796 m), od położonej na zachód Kamienistej – Hlińską Przełęczą (1906 m). Po polskiej stronie z jego wierzchołków i grani pomiędzy wierzchołkami a Smreczyńską Przełęczą opadają na północny zachód dwa grzbiety o długości ok. 1,5 km. Z niższego, zachodniego wierzchołka opada Skrajny Smreczyński Grzbiet oddzielający Dolinkę (odgałęzienie Doliny Pyszniańskiej) od Skrajnej Suchej Doliny Smreczyńskiej (odgałęzienie Doliny Tomanowej), z grani po wschodniej stronie Smreczyńskiego Wierchu Pośredni Smreczyński Grzbiet. Z grani tej, ale w przeciwnym, południowo-wschodnim kierunku (na słowacką stronę) opada jeszcze jeden krótki grzbiet oddzielający dwa górne odgałęzienia doliny Hliny: Zawrat Kokawski i Szeroki Żleb.

## Opis
Nazwa szczytu pochodzi od dawnej Hali Smreczyny u jego północnych podnóży w Dolinie Tomanowej. Zbudowany ze skał metamorficznych (granit i gnejsy) szczyt ma kształt szerokiej piramidy z masą luźnych kamieni. W południowo-zachodniej grani znajduje się duży rów grzbietowy – Hliński Rów, przechodzący na północno-zachodnim zboczu góry w rów zboczowy, widoczny jako charakterystyczny poziomy taras. Na Smreczyńskim Wierchu znajduje się najwyższe w Tatrach stanowisko karłowatego modrzewia (na wysokości 1900 m). Występuje tutaj także bogata flora roślinności alpejskiej (m.in. saussurea wielkogłowa i rutewnik jaskrowaty – gatunki w Polsce występujące tylko w Tatrach i to na nielicznych stanowiskach), a na północnych zboczach naturalna górna granica lasu z kępami limby.
W Smreczyńskim Wierchu znajdują się dwie jaskinie. W grani opadającej w stronę Smreczyńskiej Przełęczy Jaskinia w Smreczyńskim Wierchu, natomiast w Skrajnym Smreczyńskim Grzbiecie Jaskinia Maleńka w Smreczyńskim Wierchu.
Pierwsze odnotowane wejścia turystyczne na szczyt miały miejsce już w XIX w., pierwsze wejście zimowe – narciarze ZON w 1910 r. Ponieważ znajduje się w obrębie obszaru ochrony ścisłej „Pyszna, Tomanowa, Pisana”, nie jest udostępniony turystycznie, nie przebiega przez niego żaden szlak.